# Palásthy Bea
Palásthy Bea (névvariáns: Palásthy Beáta; Budapest, 1963. április 14. –) Domján Edit-díjas  magyar színésznő.

## Életpályája
Édesapja Palásthy György filmrendező. Gyerekszínészként filmekben szerepelt. A budapesti Arany János Gimnáziumban érettségizett 1981-ben. Színészi diplomáját 1985-ben szerezte a Színház- és Filmművészeti Főiskolán, Szirtes Tamás osztályában. Színésznőként a Veszprémi Petőfi Színházban kezdte pályáját. 1988-tól a zalaegerszegi Hevesi Sándor Színházhoz szerződött. 1993-ban Déryné-díjat, 1995-ben Domján Edit-díjat kapott. 1998-tól ismét a Veszprémi Petőfi Színház társulatának tagja. Rendezéssel is foglalkozik.

## Fontosabb színházi szerepei
- Molnár Ferenc: Liliom... Mari
- Molnár Ferenc: Színház... Rakolnoki kisasszony
- Carlo Goldoni: Két úr szolgája... Beatrice
- Heltai Jenő: Szépek szépe... Hamupipőke
- László Miklós: Illatszertár... Molnár kisasszony
- Tamási Áron: Tündöklő Jeromos... Gáspár
- Déry Tibor – Pós Sándor – Presser Gábor – Adamis Anna: Képzelt riport egy amerikai popfesztiválról... Marianne; Beverley
- Anton Pavlovics Csehov: Cseresznyéskert... Ánya; Varja
- Molière: Dandin György... Angyalka
- Molière: Scapin furfangjai... Zerbinette
- Molière: Nők iskolája... Ágnes
- William Shakespeare: Ahogy tetszik... Celia
- William Shakespeare: Titus Andronicus... Tamora (a gótok királynője)
- Makszim Gorkij - Morcsányi Géza: Éjjeli menedékhely - Idelenn... Nana
- Makszim Gorkij: Éjjeli menedékhely... Anna
- Brandon Thomas: Charley nénje... Annie Spittigue
- Pozsgai Zsolt: Horatio... Susanne
- Szép Ernő: Lila ákác... Tóth Manci
- Ranko Marinković: Glória... Magdaléna nővér (Glória)
- Szigligeti Ede: Liliomfi... Mariska
- Sarkadi Imre: Kőmíves Kelemen... Anna
- Peter Shaffer: Equus... Jill Mason
- Csiky Gergely: A nagymama... Langó Szeraphine
- Csiky Gergely: Kaviár... Miranda
- John Kander – Fred Ebb: Kabaré... Sally Bowles
- Szirmai Albert – Bakonyi Károly – Gábor Andor: Mágnás Miska... Marcsa
- Neil Simon: Pletykák... Cassie
- Illés Endre – Vas István: Trisztán... Fehérkezű Izolda
- McCoy – Faragó Zsuzsa: Kalifornia blues... Glória
- Karinthy Ferenc Gellérthegyi álmok... lány
- Kálmán Imre: Zsuzsi kisasszony... Szerafin
- Szabó Magda: Az őz... Eszter
- Szabó Magda: Régimódi történet... Charitas nővér
- Szabó Magda: Abigél... Bánkiné
- Rainer Werner Fassbinder: A szenny, a város és a halál... szereplő
- Jaroslav Hašek: Svejk... Katy; Paliveczné
- Agatha Christie: Tíz kicsi néger... Vera
- Kiss Csaba: Hazatérés Dániába... Tragika
- August Strindberg: A pelikán... Margret (szolgáló)
- Németh Ákos: Müller táncosai... Kass Erika (kritikus, negyvenéves)
- Johann Wolfgang von Goethe: Faust I.-II.... Mephistopheles
- Bertolt Brecht: A szecsuáni jólélek... szereplő
- Urbán Gyula – Gulyás László: Minden egér szereti a sajtot... Fehér egér anya
- Örkény István – Berényi Gábor: Drága Gizám!... Egérke; Giza; Ilus
- Örkény István: Sötét galamb... Blandina (Piroska, Margit)
- Örkény István: Kulcskeresők... Nelli
- Alekszandr Nyikolajevics Osztrovszkij: Vihar... Fjoklusa
- Valentyin Petrovics Katajev – Aldobolyi Nagy György: Bolond vasárnap... Olga
- Kosztolányi Dezső: Édes Anna... Moviszterné
- Zalán Tibor: Angyalok a tetőn... Mostoha
- Dale Wassermann: Kakukkfészek... Flinn nővér
- Jane Austen: Értelem és érzelem... Lady Middleton
- Pilinszky János: Ég és föld gyermeke... Öregasszony
- Móricz Zsigmond – Kocsák Tibor – Miklós Tibor:Légy jó mindhalálig... Doroghyné
- Pierre Choderlos de Laclos – Christopher Hampton: Veszedelmes viszonyok... Volanges-né
- Friedrich Dürrenmatt: A fizikusok... Dr. Mathilde von Zanhd (ideggyógyász)
- Eisemann Mihály – Szilágyi László: Tokaji aszú... Viola
- Eisemann Mihály – Halász Imre – Békeffi István: Egy csók és más semmi... Dühös nő
- Ray Cooney: Család ellen nincs orvosság... Rosemary Mortimore
- Ken Ludwig: A hőstenor... Julia Leverett, elnökjelölt
- Szűcs László – Tóth Loon: Madarat tolláról... Micó macska
- Weöres Sándor: A Holdbeli csónakos... Sólyomistennő
- Hedry Mária – Radványi Balázs: Kukamese... Hipollónia, hipó, mérgek
- Grimm fivérek – Kocsák Tibor – Bozsó József: Rigócsőr királyfi... Királynő
- Huszka Jenő: Lili bárónő... llésházy Agatha, grófnő
- Lőkös Ildikó – Kálloy Molnár Péter: A mindenség elmélete... Beryl, Diana anyja
- Lévay Szilveszter – Michael Kunze: Mozart!... Mária Anna, Mozart anyja
- Topolcsányi Laura – Szomor György: Petőfifjú... Jozefa színésznő, Kesziné
- Szabó Magda: Az őz... Eszter
- Florian Zeller: Az apa... Anne
- Bereményi Géza: Eldorádó... Monoriné
- Topolcsányi Laura: A hatodik szék... Edit

## Rendezéseiből
- Griffiths: Komédiások
- Jókai est
- Titkos dalok Micimackótól és barátaitól
- Ők heten – Brémai muzsikusok
- A szerenád

## Filmek, tv
- Tűzgömbök (1975)
- Tótágas (1976)
- Második otthonunk – Házi mulatságok (1978)
- Györgyike, drága gyermek (1984)
- Csendélet (1984)
- Uramisten (1985)
- Baltazárok (1987)
- Három a kislány (Zenés TV színház) (1988) ... Hédi
- Labdaálmok (1989)
- Hajnali láz (2015)

## Díjai, elismerései
- Forgács Gyűrű (1992)
- Déryné-díj (1993)
- Domján Edit-díj (1995)